# Броштень
Броштень, Броштені (рум. Broșteni) — місто у повіті Сучава в Румунії.

## Географія
Місто розташоване на відстані 313 км на північ від Бухареста, 62 км на південний захід від Сучави, 143 км на захід від Ясс.

## Історія
У 2004 році комуні Броштень було присвоєно статус міста.

## Адміністративний устрій
Адміністративно місту підпорядковані такі села (дані про населення за 2002 рік):
- Дирмокса (195 осіб)
- Котиргаші (1260 осіб)
- Лунджень (265 осіб)
- Нягра (482 особи)
- П'єтроаса (115 осіб)
- Фрасін (389 осіб)
- Хеляса (263 особи)
- Холда (836 осіб)
- Холдіца (529 осіб)

## Населення
За даними перепису населення 2002 року у місті проживали 6603 особи.
Національний склад населення міста:
| Національність | Кількість осіб | Відсоток |
| -------------- | -------------- | -------- |
| румуни         | 6579           | 99,6%    |
| угорці         | 11             | 0,2%     |
| цигани         | 9              | 0,1%     |
| українці       | 1              | < 0,1%   |
| німці          | 1              | < 0,1%   |
| татари         | 1              | < 0,1%   |

Рідною мовою назвали:
| Мова       | Кількість осіб | Відсоток |
| ---------- | -------------- | -------- |
| румунська  | 6593           | 99,8%    |
| угорська   | 8              | 0,1%     |
| українська | 1              | < 0,1%   |

Склад населення міста за віросповіданням:
| Релігія            | Кількість осіб | Відсоток |
| ------------------ | -------------- | -------- |
| православні        | 6373           | 96,5%    |
| п'ятдесятники      | 106            | 1,6%     |
| старообрядці       | 49             | 0,7%     |
| адвентисти         | 29             | 0,4%     |
| римо-католики      | 26             | 0,4%     |
| баптисти           | 8              | 0,1%     |
| бретрени           | 3              | < 0,1%   |
| реформати          | 1              | < 0,1%   |
| греко-католики     | 1              | < 0,1%   |
| не вказали релігію | 4              | 0,1%     |

## Зовнішні посилання
- Дані про місто Броштень на сайті Ghidul Primăriilor [Архівовано 15 травня 2012 у Wayback Machine.]